# E261
La ruta europea E261 és una carretera que forma part de la Xarxa de carreteres europees. Comença a Świecie (Polònia) i finalitza a Breslau (Polònia). Té una longitud de 362 km. Té una orientació de nord a sud.

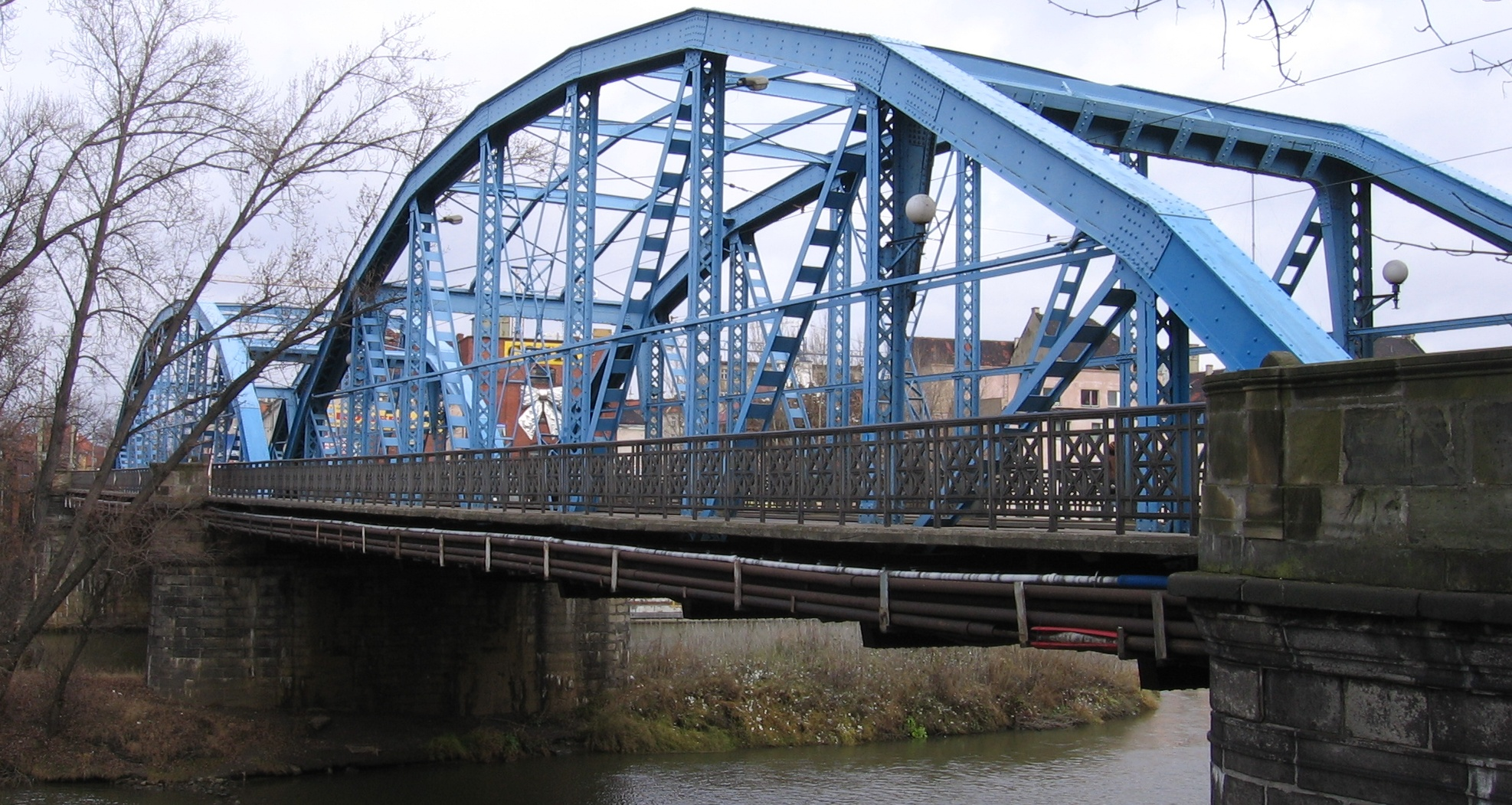
Ruta europea E261 pont sobre l'Odra a Breslau